# Kang Deuk-soo
Kang Deuk-soo (1 de janeiro de 1961) é um ex-futebolista profissional e treinador coreano, que atuava como meia.

## Carreira
Kang Deuk-soo fez parte do elenco da Seleção Coreana de Futebol da Copa do Mundo de 1986 